# Banksia ashbyi
Espèce
Classification phylogénétique
Banksia ashbyi est une espèce d'arbuste buissonnant du genre Banksia de la famille des Proteaceae. On le trouve dans les régions chaudes de la côté d'Australie Occidentale entre Geraldton et Exmouth.